# Anna Kikina
Pour les articles homonymes, voir Kikina.
Anna Iourievna Kikina (en russe : Анна Юрьевна Кикина, née le 27 août 1984 à Novossibirsk) est une ingénieure et cosmonaute de test russe, sélectionnée en 2012. Depuis septembre 2016, elle est la seule femme de l'escadron de cosmonautes de Roscosmos. Elle est la première Russe à voler sur une capsule Dragon de SpaceX en 2022 et est assignée à une seconde mission à bord de Soyouz MS-29 en 2026.

## Biographie

### Enfance et jeunesse
Anna Kikina est née le 27 août 1984 à Novossibirsk. Enfant polyvalente, elle s'adonne à la photographie, au dessin, à la pyrogravure, au modelage et aux échecs. Elle est diplômée de l'école n° 29 de Novossibirsk. Elle est alors jeune secouriste.
En 2005, elle est instructrice chargée d'enseigner à la population les rudiments des premiers secours, et elle est titulaire d'un certificat de sauvetage. En 2006, elle est diplômée avec mention de l'Académie d'état d’ingénierie des transports par voie d'eau de Novossibirsk (ru) avec la spécialité Protection des situations d'urgence, en tant qu'ingénieur en hydrotechnique. En 2008, elle obtient un diplôme en économie et gestion des entreprises de transport. À l'école et à l'institut, elle pratique divers sports : natation, arts martiaux, tennis de table, tourisme nautique, saut en parachute.
Elle obtient une maîtrise en sport avec une spécialité en rafting en 2011. Anna Kikina est médaillée d'argent en ski de fond cette même année lors de la compétition « Ski Track of Russia ».
Elle a travaillé comme monitrice de natation, guide-accompagnatrice dans l'Altaï, a formé des cadets sauveteurs et, jusqu'en 2012, a travaillé comme présentatrice radio et directrice des programmes à Radio-Sibir Altai LLC à Gorno-Altaïsk.

### Carrière de cosmonaute
En octobre 2012, elle est sélectionnée candidate cosmonaute d'essai dans la sélection 2012 de Roscosmos.
En 2013-2014, elle suit des entraînements spécifiques pour un retour d'un vaisseau Soyouz dans des zones inhabituelles (forêt, lac, désert, montagne). Elle suit des cours de parachutisme.
Le 19 juin 2014, elle n'est pas retenue cosmonaute d'essai, ayant obtenu des notes insuffisantes. Elle est cependant repêchée, à condition de suivre une formation supplémentaire d'un an.
Du 7 au 24 novembre 2017, Kikina a participé à la 17e expérience internationale d'isolement Scientific International Research in Unique Terrestrial Station (ru) (SIRIUS), simulant un vol vers la Lune dans une maquette de vaisseau spatial à l'IBMP de Moscou. Au cours de l'expérience, elle a participé à des séances d'entraînement pour simuler un amarrage de vaisseau spatial avancé et pour simuler le contrôle à distance du rover lunaire à l'aide d'un casque de réalité virtuelle. Elle a testé un prototype de combinaison. En mai 2018, avec les cosmonautes Sergueï Ryjikov et Sergueï Koud-Skvertchkov, elle a reçu un entraînement spécial de parachutisme.

### Première mission
En décembre 2021, Dmitri Rogozine, directeur de Roscosmos, a annoncé qu'Anna Kikina effectuerait son premier vol vers la Station spatiale internationale à l'automne 2022, à bord du vaisseau spatial américain Crew Dragon.
Elle s'envole pour une mission de longue durée à bord de la mission Crew-5 le 5 octobre 2022. Elle est alors la première Russe à voler sur un vaisseau américain depuis 2002.
Pendant sa mission, Anna Kikina a participé à 49 expériences russes dans les domaines de la biologie, de la physique, de la psychologie et de la physiologie. Elle a aussi participé à la surveillance depuis l'espace de l'état des forêts. Anna a tenu un blog vidéo sur la vie et les activités des cosmonautes à bord de l'ISS. Elle est également responsable de la manipulation du bras robotique européen. La mission se désamarre de l'ISS le 11 mars 2023 à 10h20 (heure de Moscou) et atterrit dans le golfe du Mexique, au large de la Floride, après 19 heures de vol.

### Seconde mission
Anna Kikina est assignée comme ingénieur de vol pour la mission Soyouz MS-29, prévue pour décoller en juin 2026 depuis le cosmodrome de Baïkonour à bord d’un vaisseau Soyouz. Accompagnée du commandant Piotr Doubrov et de l’astronaute Anil Menon, elle participera à l’Expédition 75 pour une mission d’environ huit mois à bord de la Station spatiale internationale.

## Galerie

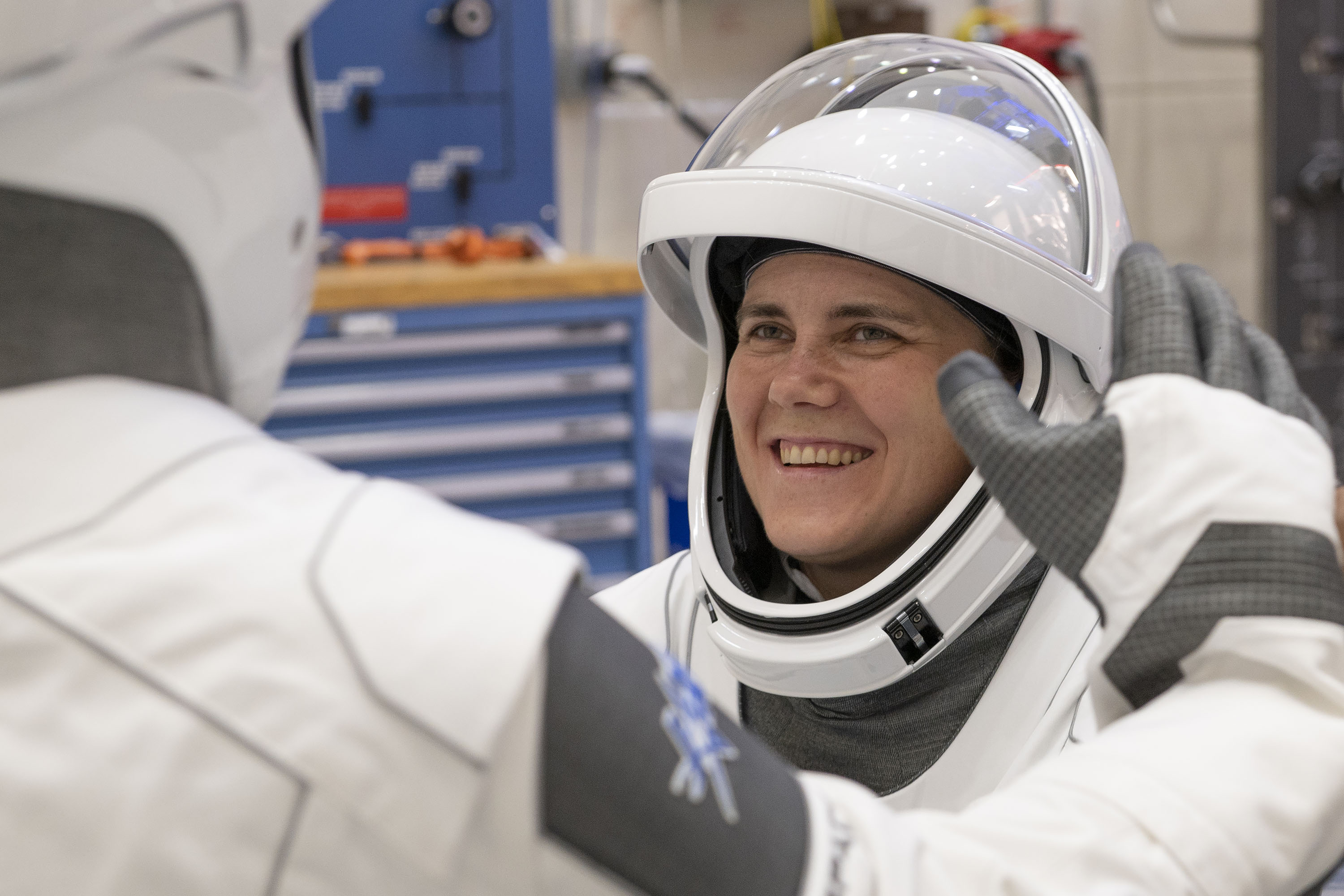
Lors de l'entraînement pour sa première mission.
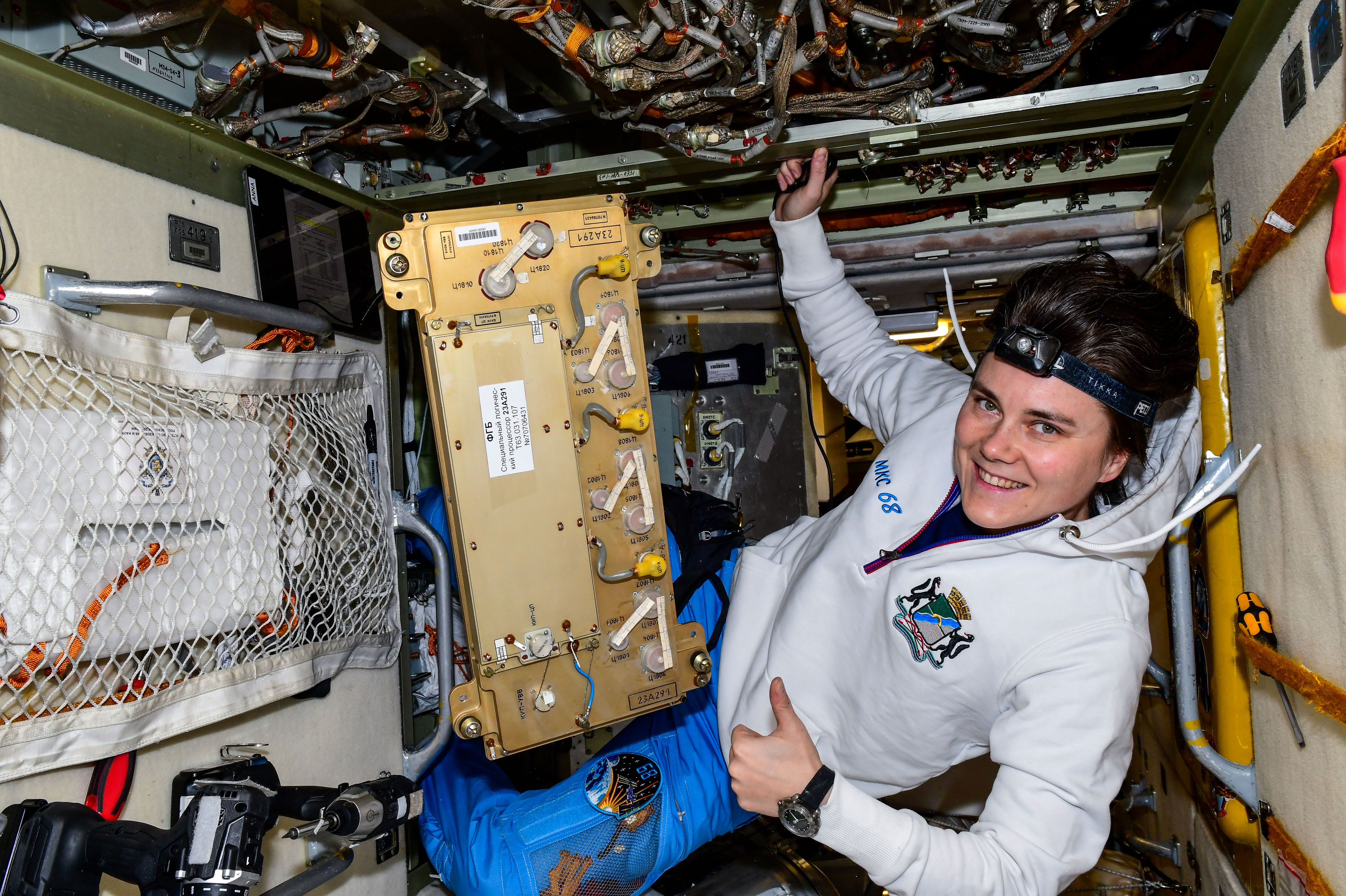
Anna Kikina remplaçant du matériel électronique à l'intérieur du module Zarya de la Station spatiale internationale.
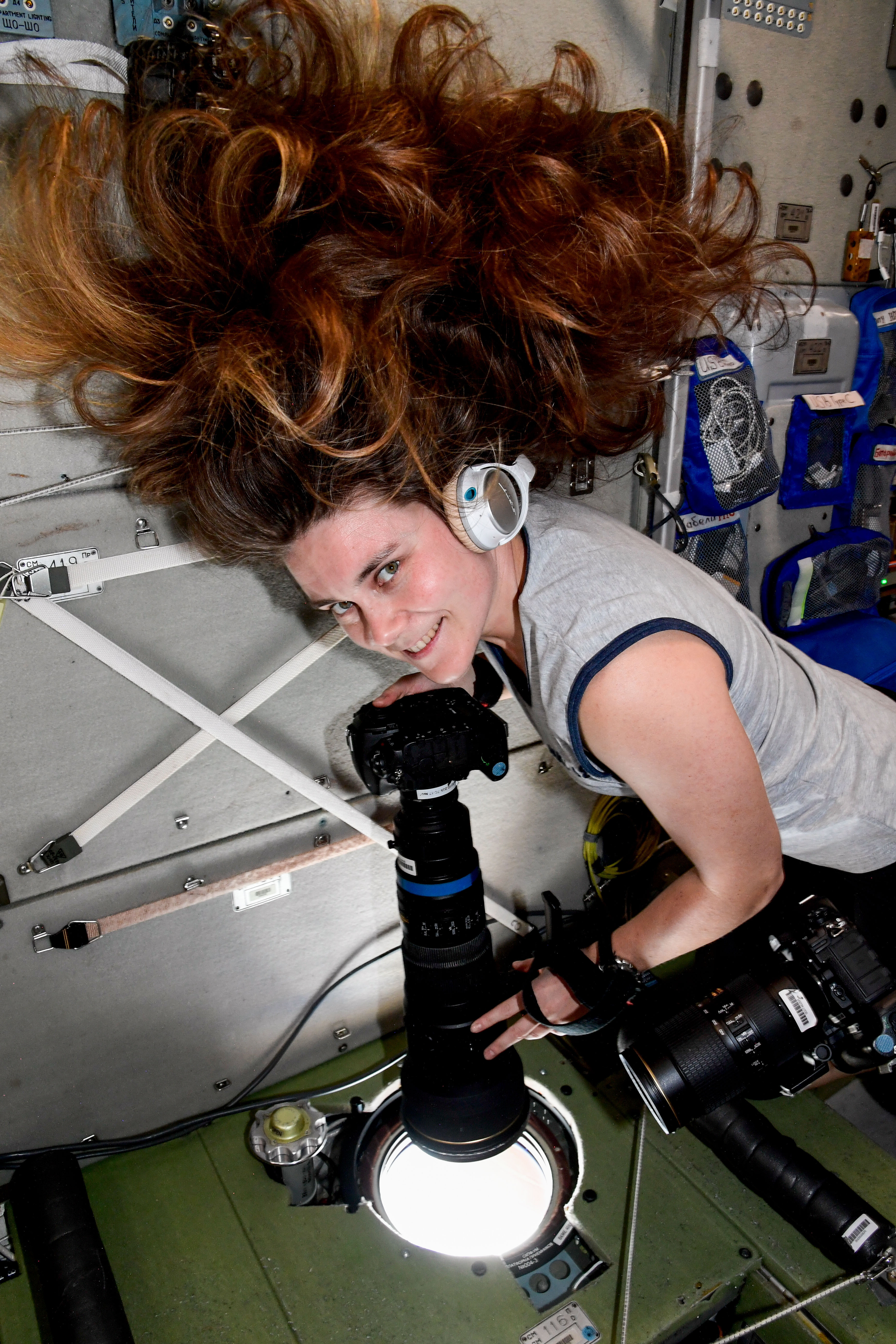
Dans le module Zvezda, au cours d'une séance d'observation de la Terre

## Hommages
Le 3 avril 2024, Kikina est nommée héros de la fédération de Russie pour son vol spatial de longue durée à bord de la Station spatiale internationale.